# Norbit
Norbit (Brasil: Norbit - Uma Comédia de Peso / Portugal: Norbit) é um filme estadunidense de 2007 do género comédia dirigido por Brian Robbins e estrelado por Eddie Murphy e Thandie Newton. Produzido pelos estúdios da Davis Entertainment, Tollin/Robbins Productions e DreamWorks Pictures, o filme também é estrelado por Terry Crews, Clifton Powell, Lester "Rasta" Speight, Eddie Griffin, Katt Williams, Marlon Wayans, e Cuba Gooding, Jr. Foi lançado pela Paramount Pictures em 9 de fevereiro de 2007 nos Estados Unidos.
O filme foi recebido com críticas negativas. Embora tenha sido indicado ao Oscar de melhor maquiagem, Norbit acumulou vários prêmios do Framboesa de Ouro de 2007, sendo indicado inclusive para Pior Filme. No entanto, foi um sucesso comercial, arrecadando um pouco mais de 159 milhões de dólares nas bilheterias contra um orçamento estimado em sessenta milhões.

## Enredo
Em 1968, um carro arremessa um bebê de nome Norbit Albert Rice em direção ao "The Golden Wonton", um misto de orfanato e restaurante chinês, administrado pelo rabugento sr. Wong. O jovem Norbit cresce lá, e vive uma paixão de infância com sua melhor amiga Kate Thomas; até esta ser adotada, deixando-o sozinho novamente. Cinco anos depois, Norbit está brincado no playground do colégio, quando é atacado por gêmeos valentões e salvo por uma garota gorda chamada Rasputia Latimore, que torna-se sua protetora e faz de Norbit seu namorado. Após o fim do ensino médio, os dois se casam e iniciam uma vida juntos.
Rasputia transforma-se numa mulher arrogante e tirânica que controla a vida do marido e o insulta sempre; Norbit também é menosprezado pelos irmãos mais velhos e foras-da-lei de Rasputia, Big Black Jack, Blue e Earl, trabalhando como contador na construtora deles. Os irmãos Latimore também administram um "negócio de segurança" e instilam medo em toda população, exceto em Wong, que se recusa a vender seu negócio.
Certo dia, Norbit volta do trabalho mais cedo e descobre que Rasputia está o traindo com o afetado professor de dança Buster Perkins, o  que o leva a ter uma discussão com a esposa e a jogar seu anel de casamento fora, desabafando sua raiva no meio um show de marionetes para as crianças do orfanato. Ele fica surpreso ao reencontrar Kate pela primeira vez desde criança, e sua paixão por ela ao descobrir que ela está comprando o orfanato do sr. Wong. Norbit no entanto se decepciona ao descobrir que ela está noiva de Deion Hughes.
Com a ajuda dos amigos cafetões Pope Sweet Jesus e Lord Have Mercy e de outras moradores locais, Norbit passa a se encontrar com Kate, sem o conhecimento de Rasputia. É então revelado que Deion não é o homem correto que Kate pensa, e que ele concordou em ajudar os irmãos Latimore no plano de transformar o orfanato em um clube de strip chamado El Niplopolis. Os irmãos enganam Norbit em fazer Kate assinar papéis para renovar a licença de bebidas do restaurante em nome deles. O encontro de Norbit com Kate o leva a ajuda-lá em seu ensaio de casamento, onde um beijo entre eles a faz ficar abalada e a reconsiderar seus planos de casar-se com Deion. Norbit volta para casa, sem saber que Rasputia testemunhou o beijo entre ele e Kate, e  ameaça machuca-lá, caso Norbit não se afaste dela.
No dia seguinte, Kate vai cedo confrontar Norbit sobre o acordo e o vê trancado por Rasputia, no porão. Para protegê-la da ira de Rasputia, Norbit finge insulta-lá e afirma não gostar mais dela, para o seu espanto. Satisfeita, Rasputia mente para Kate, dizendo que Norbit a manipulou desde que ela voltou à cidade. Desolada, Kate foge e Norbit decide deixar a cidade para sempre durante a madrugada. Ele então encontra uma carta de um investigador particular contratado por ele, revelando que Deion é rico em vários acordos de divórcio.
Os Latimores revelam seu plano a Norbit e o trancam no porão novamente. Norbit escapa, e foge em uma bicicleta, mesmo não sabendo andar direito nela. Ao saberem que Norbit está chegando, Pope Sweet e Lord Have atrasam o casamento com diversos conselhos sobre mulheres e sexo. Apesar das tentativas de Rasputia e seus irmãos em detê-lo, Norbit chega ao casamento a tempo de informar os planos de Kate de Deion. Embora sua prova tenha sido destruída depois dele ter  caído em um lago, Norbit apresenta as ex-esposas de Deion e seus filhos.
Desmascarado, Deion foge, e os Latimores atacam Norbit por arruinar seus planos. Os habitantes pegam diversas armas e lutam contram Rasputia e seus irmãos para proteger Norbit. Rasputia consegue deter todos e abre caminho entre a multidão,  preparando-se para matar Norbit com uma enxada; mas o Sr. Wong a arpora no traseiro, fazendo-a fugir em incrível velocidade. Os Latimore são perseguidos para fora da cidade, enquanto Kate resgata Norbit do chão, o beijando. Os dois compram o orfanato e se casam sob o mesmo Carvalho em que brincavam quando crianças. Os Latimores fogem para o México e abrem seu tão sonhado clube, onde Rasputia torna-se a stripper mais popular e lucrativa do local.

## Elenco e personagens
- Eddie Murphy como:
  - Norbit Albert Rice: homem magrelo e aparentemente frágil, de cabelo afro, bastante tímido, inseguro e azarado, além de totalmente permissivo, possuindo uma autoestima bastante baixa. Ingênuo, Norbit costuma ser facilmente passado para trás por qualquer pessoa, apesar disso, é bastante inteligente e logo percebe as más intenções de algumas pessoas, mas por ser medroso, prefere fugir das encrencas do que as encarar de frente, ainda que seja protegido pelo Sr. Wong em muitas situações, dado ao carinho que o velho chinês tem pelo rapaz mesmo depois de adulto. Norbit é sensível, educado, honesto, bastante simpático e mostra seu valor ajudando várias pessoas ao seu redor.
    - Khamani Griffin como Norbit aos 5 anos
    - Austin Reid como Norbit aos 10 anos
    - Jonathan Robinson como Norbit aos 17 anos

  - Rasputia Latimore: Mulher obesa que conheceu Norbit no orfanato do Sr. Wong quando ela passa a estudar no colégio do local. Rasputia é o completo oposto de Norbit: Obesa, sádica, espaçosa, grosseira, tagarela, confiante e extremamente mandona. Apesar de defender Norbit de seus agressores, ela se vê no direito de ser ainda mais agressiva para com este, obrigando-o a ser seu namorado e desta forma protegendo-o enquanto também o intimida, e tudo piora quando os dois se casam e Norbit é vítima constante do bullying dos irmãos dela, uma vez que o cunhado é faz-tudo na Construtora Latimore. Rasputia toma vantagem da proteção que tem de seus irmãos a fim de manipular os mesmos da mesma forma que faz com Norbit, para que eles sempre atentem á vontade e ás necessidades da irmã caçula. Tendo uma visão distorcida de si própria, Rasputia se acha extremamente sexy e se auto-intitula a "mulher mais linda da cidade", sempre seduzindo o marido das formas mais exageradas, além de sentir um tremendo ciúme do mesmo, apesar dela própria se mostrar infiel. Ela também possui  um ódio em relação a mulheres mais magras, referindo-se sempre a Kate como "magrela". Rasputia é a principal vilã do filme e seu bordão é "tudo numa Boa!".
    - Lindsey Sims-Lewis como Rasputia aos 10 anos
    - Yves Lola St. Vil como Rasputia aos 17 anos

  - Sr. Hangten Wong: dono do orfanato/restaurante "Golden Wonton", juntamente com sua esposa Ling-Ling, é um velho chinês bondoso, porém rabugento, desconfiado e bastante esperto que se torna uma figura paterna para Norbit desde que este fora abandonado por seus pais ainda bebê na porta do orfanato e jamais fora adotado desde então, vivendo sob a tutela do casal Wong. Apesar de adorar Norbit e tê-lo como um filho, o sr. Wong volta e meia o insulta ou o envergonha com comentários preconceituosos. Como o orfanato é associado ao colégio onde Norbit estudou a vida inteira, Wong obviamente conhece Rasputia quando esta passa a estudar no mesmo (apesar dela não viver no orfanato, já que é cuidada pelos irmãos mais velhos, ainda assim estuda no colégio e obviamente conhece o Sr. Wong e os demais responsáveis pelo orfanato) e nunca concorda com o relacionamento desta com Norbit, visto que desde o início percebe a manipulação por parte dela e mais tarde por parte dos irmãos, sendo Wong o único que não teme os mesmos e os encara numa boa. Como um pescador exímio, Wong volta e meia é mostrado com seu arpão na mão e tem como uma de suas ambições pescar uma baleia.
- Thandie Newton como Kate Thomas: deuteragonista do filme, uma mulher simpática, doce e amável, além de bastante generosa. Foi o primeiro amor da vida de Norbit quando os dois ainda eram crianças no orfanato do Sr. Wong, até ela ser adotada e obviamente deixar para trás a vida no orfanato e consequentemente deixar Norbit. Os dois se reencontram anos depois quando Norbit já é casado com Rasputia e Kate é noiva do mau caráter Deion, por quem é ludibriada até certo ponto da história. Quando os dois se encontram, a chama da paixão de infância se reacende para ambos e nem mesmo os relacionamentos de cada um são capazes de impedir. Ao conhecer Rasputia, Kate é simpática com esta assim como é educada para com todos á sua volta, ainda assim tem que aguentar as grosserias dela e é o alvo principal do ciúme doentio de Rasputia por seu marido, uma vez que Rasputia odeia ver Kate perto de Norbit, temendo perder o seu lugar para a moça que é notavelmente mais bela e mais interessante em tudo. A intenção de Kate é comprar o orfanato do Sr. Wong e ampliá-lo, e Deion sabe disso, querendo usar a mesma compra para outros fins.
  - China Anderson como Kate aos 5 anos
- Terry Crews como Jack "Big Black Jack" Latimore: o mais velho dos Latimore, sendo o líder de seus irmãos mais novos, igualmente durões. Ele e seus irmãos são certamente mal-encarados e desonestos, utilizando de sua força física para resolver qualquer impasse (inclusive exigindo que sejam pagos por seus serviços sujos), sendo certamente temidos por todos ao seu redor, assim também intimidando seu cunhado Norbit, já que sabem que ele não é ninguém sem eles e é incapaz de se sustentar, inclusive ameaçando o mesmo caso ele machuque o coração de Rasputia. O único que eles não conseguem intimidar é o Sr. Wong, que por ser perito em artes marciais e andar sempre armado (mesmo que apenas com seu arpão de pescador), encara qualquer tipo de ameaça. Jack e seus irmãos tem a intenção de comprar o orfanato do Sr. Wong para construirem um Clube de Strip e se associam a Deion Hughes para tal propósito. Jack é de longe o mais protetor quando se trata de Rasputia, sendo o que mais atende ás suas vontades e mais se deixa levar pelas manipulações dela.
- Lester "Rasta" Speight como Blue "Azulão" Latimore: o irmão do meio entre os três irmãos mais velhos de Rasputia, sendo tão durão, mau caráter e protetor de sua irmã mais nova que os demais, apesar de ter uma personalidade mais malandra e sarrista, o que incomoda principalmente seu irmão mais novo Earl, que é mais sério e sinistro. Azulão é notavelmente o mais desajeitado e atrapalhado dos três irmãos e o que menos tem noção da própria força física.
- Clifton Powell como Earl Latimore: o caçula dos três irmãos mais velhos de Rasputia, sendo o menos forte, em compensação o mais sério, calado e sinistro dos três, assim, causando medo por sua personalidade um tanto quanto irônica e suas ameaças a Norbit. Se irrita com facilidade com as piadas de Blue, chegando a entrar em atrito para com este, em brigas que apenas são apartadas pelos esforços do primogênito Black Jack. Earl é o que menos dá trela aos mimos de Rasputia, apesar de se deixar levar por ela como os demais.
- Cuba Gooding Jr. como Deion Hughes: o ambicioso e articulado noivo de Kate, que é um administrador e advogado bastante malandro e persuasivo. A princípio, se mostra um homem bastante cavalheiro para com Kate, convencendo-a de que ele é um homem ideal, mas o que ela de início não sabe é que ele é bastante interesseiro e mau caráter, possuindo casamentos passageiros apenas para conseguir algo em troca com suas falsas esposas, como dinheiro ou dupla cidadania, tanto que as intenções dele ao casar com Kate são de comprar o orfanato do Sr. Wong com o dinheiro desta (uma vez que sabe que ela também tem a intenção de comprar o orfanato) e transformar num Bar Strip, tendo os Latimore como sócios, também na intenção de tirar Norbit de seu caminho, uma vez que reconhece que o ingênuo rapaz é um concorrente, sendo apaixonado por sua noiva.
- Eddie Griffin como Pope Sweet Jesus: um ex-cafetão e atual homem de negócios que é um dos amigos mais chegados de Norbit. Apesar de aparentemente ser um cristão devoto, Sweet Jesus não deixa de ser malandro e bastante mulherengo, e é ele quem ajuda Norbit das formas mais mirabolantes para que o amigo se consiga safar das enrascadas causadas por Rasputia, mesmo que ele e seu escudeiro Lord Have Mercy tenham que recorrer a meios não muito honestos e politicamente incorretos para tal. Apesar de bem sucedido, ele não é egoísta como os Latimore e demonstra se preocupar com o amigo Norbit e os órfãos do orfanato.
- Katt Williams como Lord Have Mercy: outro ex-cafetão e atual religioso que é o braço-direito e sócio de Sweet Jesus, sendo também um amigo chegado de Norbit. Com comportamento malandro semelhante a Sweet Jesus, porém não tão inteligente quanto este, costuma bater de frente com os Latimore, mesmo não possuindo força física equivalente.
- Marlon Wayans como Buster Perkins "Pé-de-Valsa": O professor de dança da classe de Rasputia, que aceita lhe dar aulas particulares por puro interesse (precisa que os irmãos de Rasputia o ajudem a bancar seu novo vídeo, o "Sapateado Negro"). Por Buster ser claramente gay, uma vez que é notavelmente afeminado, Norbit a princípio não desconfia nem um pouco da amizade dele com Rasputia, até se deparar com uma situação bastante constrangedora de sua esposa com o professor. Mais tarde, após Norbit reencontrar Kate e se interessar por ela novamente, ele acaba usando Buster como distração à Rasputia, a fim de ficar livre para se aproximar de sua amada.
- Michael Colyar como Morris, o barbeiro: Também trabalha muitas vezes forçadamente para os Latimore, mas não tem muita coragem de cobrar pelos serviços que os irmãos vez ou outra deixam de pagar e ficam eternamente devendo. Ele é um dos amigos próximos de Norbit também.
- Anthony Russell como Sam Giovanni: o dono do restaurante italiano Giovanni's. Tem Norbit como um filho e faz gosto do amor dele por Kate, mas odeia Rasputia por ela sempre estragar a reputação de seu restaurante com seu apetite voraz e comportamento nada educado.
- Floyd Levine como Abe, o alfaiate: Costuma trabalhar para os Latimore, principalmente se sente alguma ameaça vinda deles, mas é um bom homem e possui boa amizade para com Norbit e seus amigos de confiança.
- Jeanette Miller como Sra. Coleman: a vizinha idosa que é vítima das artimanhas de Rasputia contra ela e seu cachorro Lloyd.
- Pat Crawford Brown como Sra. Handerson: a florista, outra vítima de Rasputia, mas que se dá bem com Norbit e seus amigos de confiança.
- Alexis Rhee como a Sra. Ling Ling Wong: esposa de Wong e praticamente a mãe adotiva de Norbit. Costuma acalmar o marido quando este surta ou tem idéias loucas. Não aparece com tanta importância no filme.
- Richard Gant como Reverendo: o pregador da igreja local, portanto, um dos aliados a Norbit. Faz o casamento de Kate e Deion, mesmo sem concordar com o mesmo, já que desconfia do caráter e das tramóias do rapaz.
- Charlie Murphy como a voz de Lloyd: o pug de estimação da Sra. Coleman, que é um dos amigos de Norbit (com quem ele sempre desabafa) e uma das vítimas mais constantes dos ataques de Rasputia que o atropela ao longo do filme, deixando-o numa cadeira de rodas com o qual ele passa a se locomover. Enquanto recobra os sentidos (após ser jogado da janela por Rasputia) Norbit tem uma breve conversa com Lloyd, que afirma que ele não pode mais urinar direito ou ter relações sexuais desde o acidente, ordenando que Norbit "mate a vaca" (Rasputia).
- Kristen Schaal como a organizadora de eventos no piquenique local
- John Gatins como atendente do parque aquático
- Smith Cho como a esposa asiática de Deion

## Produção
Após o sucesso de Shrek, o cofundador e CEO da DreamWorks, Jeffrey Katzenberg, contratou Eddie Murphy para estrelar uma sequência de ação ao vivo. Durante a procura da história certa, o conceito de Norbit parecia um bom ajuste, uma produção alinhada com sua tradição de interpretar vários personagens em uma comédia, como Murphy havia feito antes em Coming to America, Dr. Dolittle e The Nutty Professor. O presidente de produção da DreamWorks, Adam Goodman, trouxe o roteiro para Brian Robbins e ele ficou animado com a perspectiva de trabalhar com Eddie Murphy. Norbit foi o primeiro de três filmes em que o diretor Brian Robbins e Eddie Murphy trabalharam juntos; os outros dois seriam Meet Dave e A Thousand Words. Murphy escreveu a história do filme depois de ir à Internet para ver vídeos "onde mulheres realmente grandes, mulheres afro-americanas, batiam em seus maridos pequenos", um conceito que ele achou hilário. Embora sempre pretendesse ser uma comédia, os primeiros rascunhos do roteiro eram muito mais dramáticos. De acordo com Thandie Newton, durante as filmagens, os substitutos foram muito convincentes, e ela frequentemente filmava cenas com eles em vez de Murphy.
As várias maquiagens protéticas, macacões e perucas para os personagens de Murphy foram criadas por Rick Baker e sua empresa Cinovation. Baker elogiou Murphy dizendo: "Ele realmente dá vida às coisas e nunca reclama. Quando fizemos The Nutty Professor [...], ele passou oitenta dias na cadeira de maquiagem. Por mais que eu ame maquiagem, até eu teria reclamado no final, mas Eddie não".
Rick Baker queria trabalhar a partir de um modelo da vida real e fez um teste com mais de cem mulheres extragrandes, todas com as proporções necessárias. A modelo também precisava saber dançar. Após várias rodadas de audições, uma senhora foi escolhida como modelo de vida para Rasputia e um traje de espuma de látex foi criado com base em suas medidas. As superfícies foram pintadas com silicone para parecerem pele. A forma do rosto de Murphy foi alterada usando látex de espuma e pedaços de silicone, que foram pintados em vários tons de vermelho, marrom e amarelo para criar um tom de pele de aparência realista. Um dublê de corpo foi usado em algumas cenas, principalmente no parque aquático. Murphy com o rosto maquiado enquanto Rasputia se apresentava contra a tela verde e sua cabeça era composta digitalmente no dublê de corpo.

## Recepção

### Desempenho comercial
As projeções da indústria cinematográfica esperavam que Norbit ganhasse cerca de US$ 20 milhões em seu fim de semana de estreia, enquanto a Paramount projetava ganhos de US$ 25 milhões. O filme estreou com US$ 34,2 milhões nos Estados Unidos, se tornando a décima quarta estreia de um filme de Eddie Murphy em primeiro lugar nas bilheterias. O filme arrecadou US$ 95.673.607 nas bilheterias norte-americanas e US$ 63.639.954 em outros mercados, totalizando US$ 159.313.561 em todo o mundo, se tornando um sucesso comercial. O filme foi lançado no Reino Unido em 9 de março de 2007 e liderou as bilheterias do país nos dois fins de semana seguintes, antes de ser ultrapassado por 300.

### Reação da crítica
Os comentários da crítica especializada sobre o filme foram esmagadoramente negativos. No Rotten Tomatoes, o filme tem uma taxa de aprovação de 9% com base em 124 críticas, obtendo uma classificação média de 3,6/10 sob o seguinte consenso crítico: "Saindo de sua atuação indicada ao Oscar em Dreamgirls, o talentoso, mas inconsistente Eddie Murphy interpreta três papéis em Norbit, uma comédia cruel, grosseira e cheia de estereótipos que é mais deprimente do que engraçada". No Metacritic, o filme tem uma pontuação 27/100, com base nas críticas de 26 críticos, indicando "críticas geralmente desfavoráveis". O público consultado pelo CinemaScore deu ao filme uma nota média "B" (numa escala de "A+" a "F"), com menores de dezoito anos (28% dos entrevistados) dando-lhe uma nota "B+".
O crítico Mick LaSalle, do jornal San Francisco Chronicle, deu uma crítica positiva ao filme, sugerindo que Norbit pode ajudar nas chances de Murphy ganhar um Oscar por seu papel em Dreamgirls, dizendo que seu trabalho interpretando três personagens distintos em Norbit é mais impressionante do que qualquer coisa que ele fez em Dreamgirls. Entretanto, outros críticos sugeriram que sua atuação em Norbit poderia prejudicar suas chances. No final das contas, Murphy acabou perdendo o prêmio de Melhor ator coadjuvante para Alan Arkin (por sua atuação em Little Miss Sunshine).
Luke Sader, do The Hollywood Reporter, chamou o filme de "Racialmente insensível, politicamente incorreto e além do bruto". Scott Tobias, do The A.V. Club, deu ao filme uma nota "F", escrevendo: "Provavelmente não é possível para um único filme reverter todo o progresso social feito desde a era dos direitos civis, mas Norbit, a última arte de Eddie Murphy, faz o possível para voltar no tempo" e "os estereótipos negros terrivelmente ofensivos são apenas a ponta do iceberg". Josh Tyler da revista britânica CinemaBlend deu ao filme uma crítica negativa, na qual descreveu partes do filme como "bastante desprezíveis" e afirmou que "o enredo depende da ideia de que ser gordo também significa que você é uma vadia horrível"; no entanto, ele apontou que "algumas coisas também são meio doces. Eddie é realmente muito bom como Norbit, o personagem é simpático e engraçado. Ele tem um tipo estranho de química perfeita com Thandie Newton, e isso não é algo que eu esperava".
Liz Braun, crítica de cinema do site Jam!, descreveu Norbit como um produto que contém "principalmente piadas de gordura sobre como Rasputia realmente é gorda", e declarou que "o filme não deixa de ter risadas genuínas. A maioria dessas risadas é gerada pelos outros atores"; em relação a personagem "aterrorizante" Rasputia, ela chegou a dizer que o filme "tende a confirmar as piores suspeitas de alguém sobre Murphy e o que parece ser seu medo geral e aversão às mulheres. A piada de Rasputia fica um pouco estranha se você pensa muito sobre isso. E também não gostaria de pensar no quanto Thandie Newton se parece com um garoto esguio em seu papel como o verdadeiro amor de Norbit".
Ativistas negros questionaram a interpretação de Eddie Murphy da personagem Rasputia, chamando Norbit de "apenas o mais recente [filme construído] em torno de um homem negro se vestindo como uma mulher negra sem sofisticação e com excesso de peso". A crítica de cinema MaryAnn Johanson disse que o filme era um show de menestreis e o chamou de "horrível ensopado de 'humor' forçado".
O crítico de cinema do jornal The New Yorker Richard Brody elogiou as atuações de Murphy dizendo: "desempenhando vários papéis, Murphy desencadeia, com uma sensação de revelação dolorosa, um emaranhado de raiva, medo encolhido, poder furioso e uma sensação de estranheza perpétua e não resolvida". Brody ranqueou Murphy em 17º lugar na sua lista das trinta melhores atuações do século 21.
O músico Brian Wilson da banda The Beach Boys disse que Norbit era o seu filme favorito em uma entrevista de 2007 para a Asbury Park Press.

#### Resposta do diretor
O diretor Brian Robbins elogiou o desempenho de Murphy dizendo: "Eddie Murphy interpreta três personagens incrivelmente diferentes de forma brilhante. Como você pode não elogiar isso? Sem ofensa a Alan Arkin, mas ele não poderia fazer o que Eddie fez em Norbit". Robbins reagiu negativamente sobre as críticas dos especialistas: "O público é tão estúpido? O gosto da América é tão ruim assim? Acho que não". O diretor também afirmou: "Os únicos filmes que recebem boas críticas são aqueles que ninguém vê. Só não acho que você possa fazer filmes para os críticos". Robbins defendeu sua abordagem de filmes de alto conceito dirigidos por estrelas para a produção de filmes, dizendo: "Não preste atenção ao rastreamento e não leia as críticas... Trunfos engraçados. Trabalhe com estrelas de cinema".
Jim Emerson, do site RogerEbert.com, concordou que cineastas como Robbins deveriam ignorar os críticos e anotou a antiga analogia entre o McDonald's e os críticos gastronômicos. Ele sugeriu que os filmes de Robbins "não foram projetados nem comercializados para pessoas que prestam tanta atenção aos críticos de cinema". Emerson apontou vários dos filmes de maior bilheteria de 2006, que receberam boas críticas da crítica e ganharam grande audiência.

## Prêmios e indicações
Norbit foi nomeado para 8 prêmios do Framboesa de Ouro, incluindo pior filme, e ganhou três prêmios, todos para Eddie Murphy como três personagens diferentes.
O filme também foi indicado ao Oscar para Melhor Maquiagem.

### Framboesa de Ouro
- Pior Filme
- Pior Diretor
- Pior Ator (Eddie Murphy; como Norbit)
- Pior Ator (Cuba Gooding, Jr.)
- Pior Ator Coadjuvante (Eddie Murphy; como Mr. Wong)
- Pior Atriz Coadjuvante (Eddie Murphy; como Rasputia)
- Pior Roteiro
- Pior Casal na Tela (Eddie Murphy e tanto Eddie Murphy ou Eddie Murphy)

### Oscar
- Melhor Maquiagem (nomeado)

## Trilha sonora
A trilha sonora de Norbit foi lançada em 6 de fevereiro de 2007 pela Lakeshore Records:

1. "Standing in the Safety Zone" – The Fairfield Four (2:41)
2. "It's Goin' Down" – Yung Joc (4:03)
3. "You Did" – Kate Earl e The Designated Hitters (2:26)
4. "Sexual Healing" – Marvin Gaye
5. "I Only Want to Be with You" – Dusty Springfield (2:37)
6. "Milkshake" – Kelis (3:04)
7. "Shoppin' for Clothes" – The Coasters (2:58)
8. "Walk It Out" – Unk (2:54)
9. "Looking for You" – Kirk Franklin (4:06)
10. "Sweet Honey" – Slightly Stoopid (3:52)
11. "The Hands of Time" – Perfect Circle (6:19)
12. "Young Norbit" – David Newman (3:33)
13. "Queen of Whores" – David Newman (:46)
14. "Kate Returns"/"Tuesday, Tuesday" – David Newman (3:24)
15. "Norbit Sneaks Out" – David Newman (:33)
16. "Rasputia's Fury" – David Newman (1:44)
17. "Norbit and Kate" – David Newman (:55)

Músicas que tocam durante o filme, mas não aparecem na trilha sonora, em ordem de aparência:
- "You Are the Woman", Firefall
- "(Your Love Keeps Lifting Me) Higher and Higher", Jackie Wilson
- "Don't Cha", The Pussycat Dolls

A música "Tonight, I Celebrate My Love" é cantada na festa de casamento de Norbit e Rasputia, mas da mesma forma não aparece no álbum da trilha sonora.